# Ариарат V
Ариарат V Евсеб Филопатор (др.-греч.  Ἀριαράθης Εὐσεβής Φιλοπάτωρ) — правитель Каппадокии со 163 года до н. э. по 130 или 126 год до н. э., сын базилевса Ариарата IV и его жены Антиохиды, дочери Антиоха III Великого.
Будучи умелым политиком, Ариарат V добился установления хороших отношений с Римом. В
войне Вифинии и Пергама вместе с Понтом воевал на стороне Пергама. Покровительствовал философии и гуманитарным наукам. Считается величайшим царём Каппадокии.
Эдвин Бивен объяснял участие Ариарата V и Аттала II в воцарении Александра I Баласа желанием обезопасить себя от державы Селевкидов делая её зависимой от Египта.
Арарат V погиб в ходе Пергамской войны в 130 до н. э., сражаясь на стороне римлян, подавлявших восстание Аристоника.
У Ариарата V было двое сыновей Деметрий и Ариарат VI.